# Atypus affinis
Espèce
Synonymes
- Atypus anachoreta Ausserer, 1871
- Atypus blackwalli Simon, 1873
- Atypus bleodonticus Simon, 1873
- Atypus coriaceus Simon, 1881
- Atypus cedrorum Simon, 1889
- Atypus affinis major Simon, 1909

Atypus affinis est une espèce d'araignées mygalomorphes de la famille des Atypidae. Elle est appelée Mygale commune ou Mygale à chaussette.

## Distribution

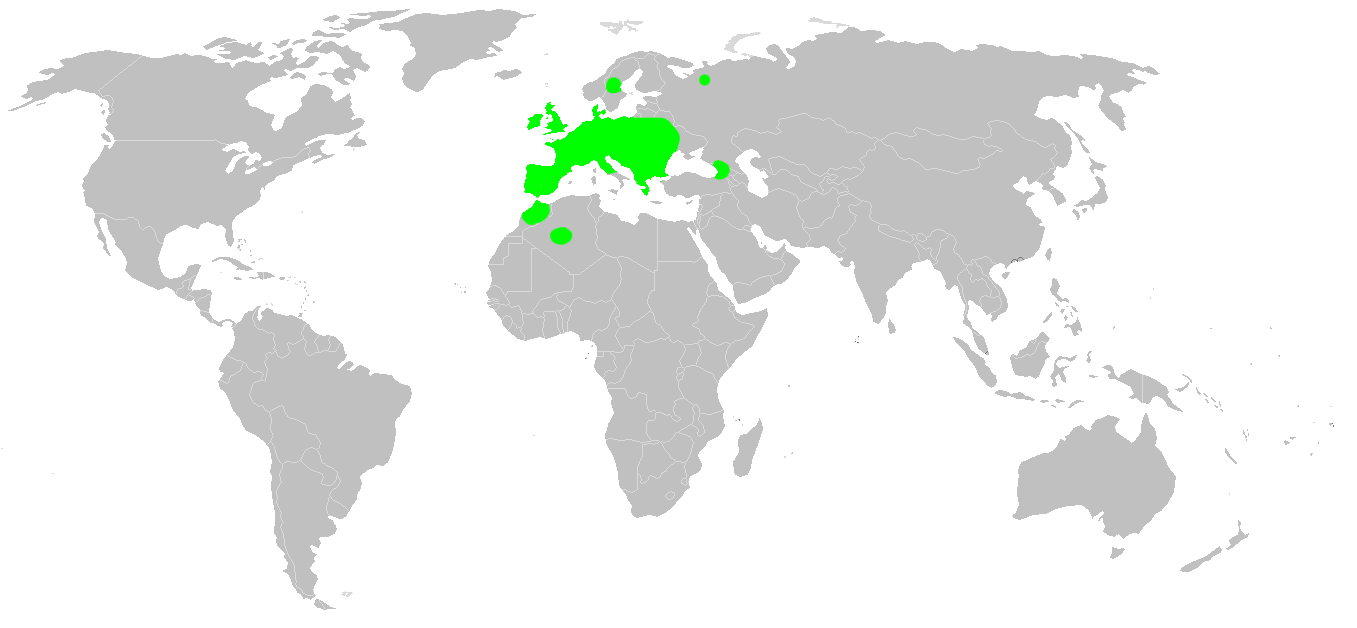
Distribution

Cette espèce se rencontre en Europe et en Afrique du Nord. En Europe, elle est connue depuis le sud de l'Angleterre et le sud de la Suède jusqu'au Portugal et à l'Ukraine.
En raison de ses exigences écologiques, elle reste localisée : ainsi, en Belgique, elle se laisse recenser parmi la faune du parc naturel Viroin-Hermeton, situé au sud de l'Entre-Sambre-et-Meuse mais parait coloniser le sud de la région bruxelloise. En France, cette espèce est commune.

## Description

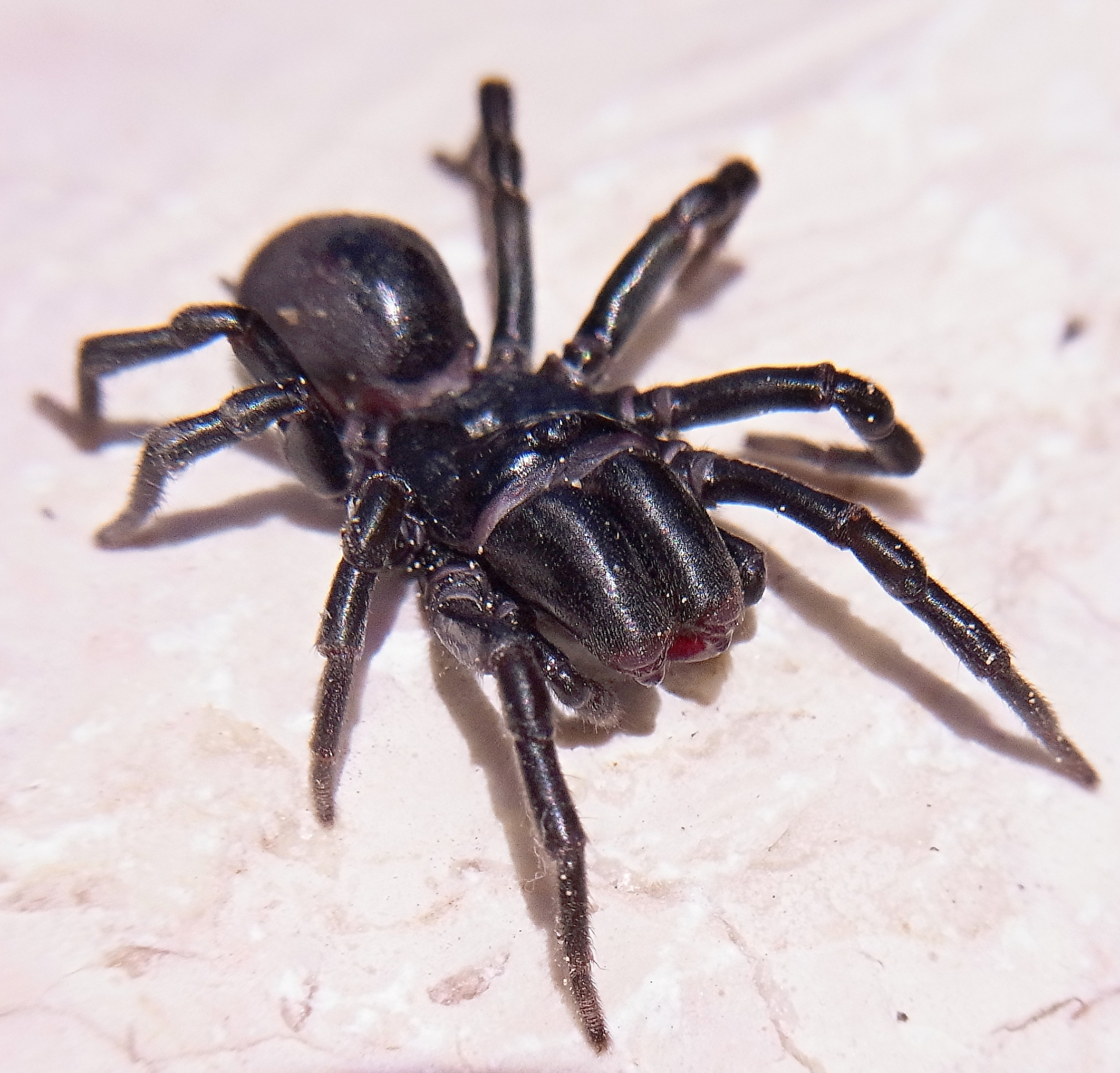
Atypus affinis

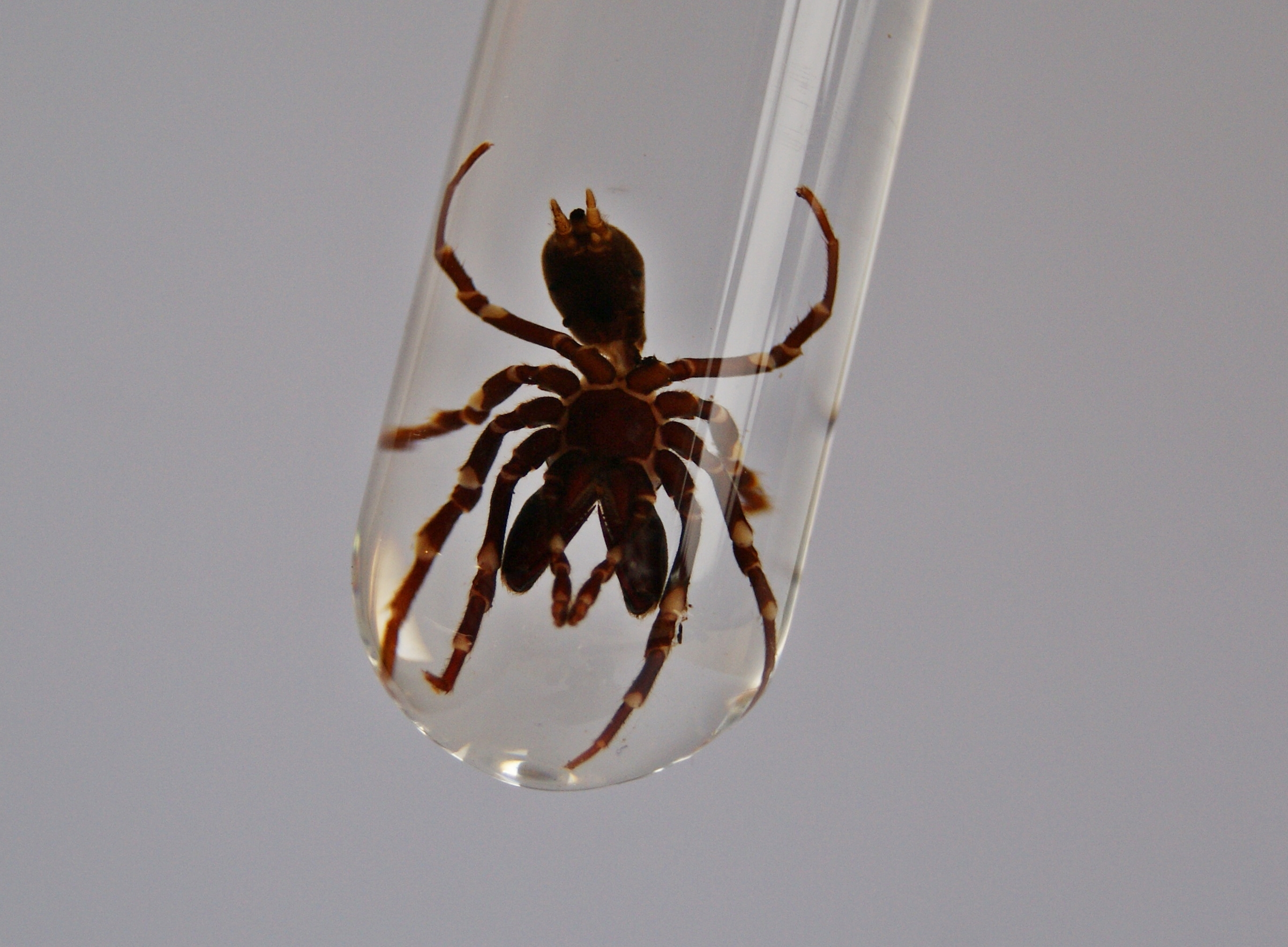
Atypus affinis

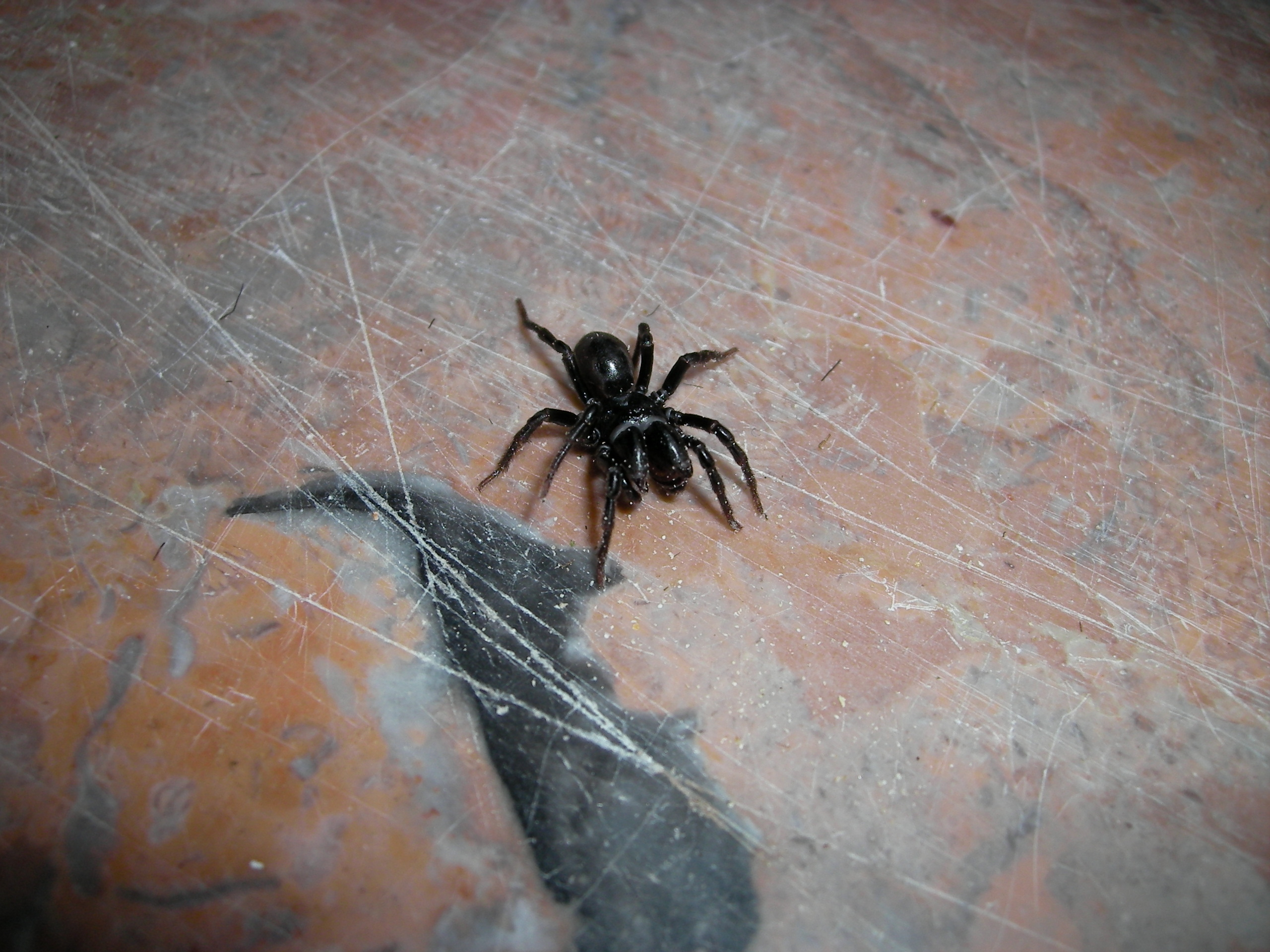
Atypus affinis

Ces araignées sont glabres, noires à brunâtres, les chélicères (pinces) sont légèrement courbés, parallèles, dirigés vers le bas. Atypus affinis n'est pas agressive quand elle n'a pas de cocon à veiller.
Les mâles mesurent de 7 à 9 mm et les femelles de 10 à 15 mm.

## Toile
Cette araignée construit une toile bien caractéristique : en forme de chaussette, une partie de la toile occupe une cavité du sol (20-40 cm) et se prolonge par une partie aérienne horizontale, située au ras du sol (12-17 cm), fermée à son extrémité et recouverte de particules diverses dont des débris végétaux. Si un petit invertébré parcourt la toile, l'araignée en est tout de suite avertie et mord l'imprudent à travers la soie. Elle forme alors une brèche et emporte la proie dans son abri pour s'en repaître.
Thermophiles, ces araignées établissent leur toile sur des talus, des pentes sablonneuses, des versants ensoleillés de collines.

## Reproduction
En automne, saison de reproduction, les mâles quittent leur toile à la recherche des femelles. Ils meurent peu après l'accouplement. Les femelles gardent leur sac d'œufs dans leur galerie, attendent l'éclosion l'été suivant et accompagnent les jeunes environ encore un an.

## Systématique et taxinomie
Cette espèce a été décrite par Eichwald en 1830.
Atypus anachoreta a été placée en synonymie par Thorell en 1873.
Atypus blackwalli, Atypus bleodonticus, Atypus coriaceus, Atypus cedrorum et Atypus affinis major ont été placées en synonymie par Simon en 1914.

## Publication originale
- Eichwald, 1830 : Zoologia specialis, quam expositis animalibus tum vivis, tum fossilibus potissimum Rossiae in universum et Poloniae in specie, in usum lectionum publicarum in universitate Caesarea Vilnensi habendarum edidit. Vilna. vol. 2, p. 63-73.